# Crinale di Gurgle
Il Crinale di Gurgle (in tedesco: Gurgler Kamm), noto anche come Alpe Passirie in senso stretto, è un gruppo alpino delle Alpi Passirie nelle Alpi Retiche orientali, a cavallo tra Italia e Austria.

## Delimitazioni
Ruotando in senso orario i limiti geografici del Crinale di Gurgle sono i seguenti: passo del Rombo, val Passiria, val di Plan (Pfelderer Tal), punta di Vallelunga (Langthaler Joch), Gurgler Tal, Ötztal, passo del Rombo.
Il gruppo confina a sud con il Gruppo Tessa (separato dalla val di Plan), a ovest con la Cresta di Senales (separato dalla Gurgler Tal), a nord-est con le Alpi dello Stubai (separato dalla Ötztal e dalla val Passiria).

## Classificazione
Secondo la SOIUSA il Crinale di Gurgle è un gruppo alpino con la seguente classificazione:
- Grande parte = Alpi Orientali
- Grande settore = Alpi Centro-orientali
- Sezione = Alpi Retiche orientali
- Sottosezione = Alpi Venoste
- Supergruppo = Alpi Passirie
- Gruppo = Crinale di Gurgle
- Codice = II/A-16.I-B.7

## Suddivisione
Il gruppo viene ulteriormente suddiviso dalla SOIUSA in cinque sottogruppi (tra parentesi il codice dei sottogruppi):
- Gruppo della Cima delle Anime (7.a)
- Gruppo della Cima della Chiesa (7.b)
- Costiera del Monte Drone (7.c)
- Gruppo del Monte Principe (7.d)
- Gruppo del Monte Re (7.e)

## Montagne
Le cima più alta del gruppo è la Cima delle Anime 3.470 m.

### Elenco delle vette
In ordine decrescente di altezza:

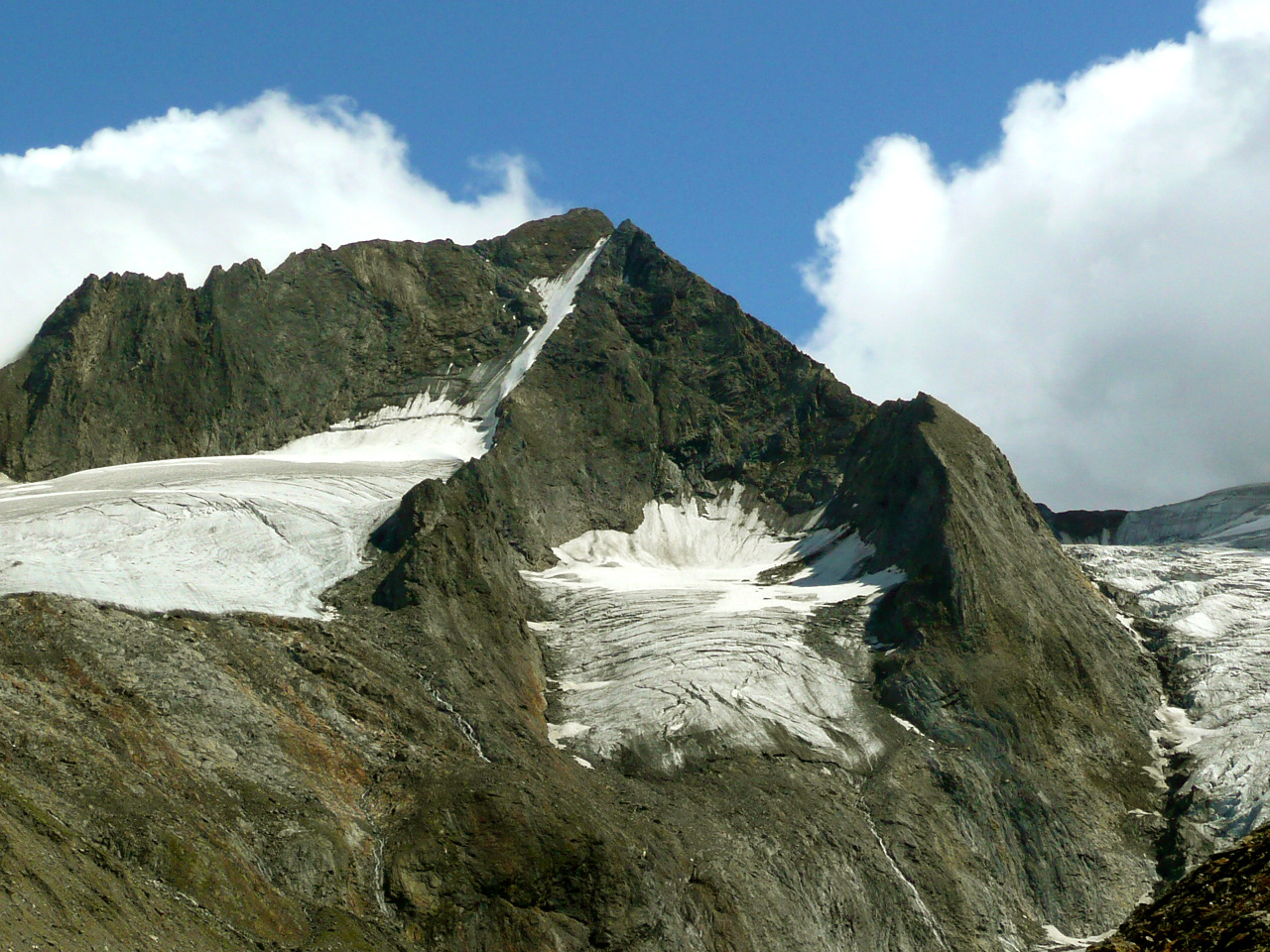
Il monte Principe.

- Cima delle Anime (Hinterer Seelenkogel), 3470 m
- Monte Principe (Hochfirst), 3403 m
- Cima della Chiesa (Liebenerspitze), 3399 m
- Rotmooskogel, 3336 m
- Monte dei Granati (Granatenkogel), 3318 m
- Cima del Lago (Seewerspitze o Seeberspitze), 3286 m
- Monte del Cumolo (Heuflerkogel), 3238 m
- Cima Snella (Trinkerkogel), 3160 m
- Cima di Vallelunga (Langtaler Jochspitze), 3155 m
- Cima Rocciosa (Scheiberkogel), 3133 m
- Monte Re (Königskogel), 3050 m
- Monte Drone (Traunsberg), 2776 m